# Barnabiták
A Barnabita-rend vagy más nevükön paulánusok, Szent Pál Fiai egy római katolikus szerzetesrend. Központja Rómában van, Magyarországon nincsen kolostora.

## Története
Alapítója Zaccaria Szent Antal Mária Milánóban került kapcsolatba, „Örök Bölcsesség” nevű oratóriummal, amely az európai biblikus mozgalom szellemében működött, de még jóval a tridenti zsinat előtt. A közösségnek már ekkor számos neves tagja volt, többek között a későbbi IV. és V. Piusz pápa. 
Zaccaria Szent Antal Mária ezen a helyen ismerkedett össze két milánói nemessel, Giacomo Antonio Morigiával és Bartolomeo Ferrarival, akikkel közös kongregációt alapítottak barnabiták néven. 
Ezt a nevet arról a templomról származtatták, amelyben a közösség alakulásakor élt. 
A kongregációt 1533. február 18-án VII. Kelemen pápa hagyta jóvá Szent Pál áldozópapjai néven.
Az így megalakult rend gyorsan virágzásnak indult; 1535-ben III. Pál pápa már fölszabadítja a milánói püspök fennhatósága alól, ahová VII. Kelemen pápa rendelte, s egyenesen a Szentszék elé tartozónak nyilvánítja. Mind ő, mind III. Gyula pápa újból megerősíti szabályaikat. A rend legutóbbi szabályzatát 1983-ban fogadták el, amely már figyelembe veszi a női és a laikus ágat is.
2013-ban a rendnek 411 tagja volt, ebből 285 áldozópap.

## A rend célja és szabályai
Az Isten igéjének hirdetése, és a szentségek gyakori kiosztása által az istentisztelet megkedveltetésére működni és a valódi keresztény életet felébreszteni. A rend tagjai a rendes három szerzetesi fogadalmon kívül negyediket is tesznek le arra, hogy rendjükön kívül álló magasabb egyházi méltóságokra nem törekszenek s ilyeneket a pápa egyenes parancsa nélkül el sem fogadnak. Céljuk emellett "a klérus vallásos szellemét előmozdítani, és a laikusokat az erkölcsös életre visszavezetni" elsősorban a példaadó élettel és népmissziókkal.

## A rend ágai
- Szent Pál testvérei – közismertebb nevükön: Barnabiták (alapítás dátuma: 1533)
- Szent Pál Megtéréséről nevezett Angyali Nővérek – közismertebb nevükön: Angelikák – női szerzetesrend (alapítás dátuma: 1535. január 15.)
- Szent Pál Oblátusok – világiakból, házasokból álló közösség

## Fordítás
- Ez a szócikk részben vagy egészben  a   Barnabites című angol Wikipédia-szócikk fordításán alapul.  Az eredeti cikk szerkesztőit annak laptörténete sorolja fel. Ez a jelzés csupán a megfogalmazás eredetét és a szerzői jogokat jelzi, nem szolgál a cikkben szereplő információk forrásmegjelöléseként.